# Jesse Hibbs
Jesse Hibbs (11 de enero de 1906 – 4 de febrero de 1985) fue un director de cine y televisión y jugador de fútbol americano  estadounidense. En su juventud fue jugador de fútbol americano en la Universidad del Sur de California (USC), ocupando el puesto de All-America tackle en el equipo USC Trojans football desde 1927 hasta 1928.

## Biografía
Nacido en Normal, Illinois, Estados Unidos, su nombre completo era Jesse John Hibbs.

### Carrera deportiva
Hibbs se graduó en la Lake Forest Academy, y posteriormente ingresó en la Universidad del Sur de California (USC), donde fue capitán del equipo de la USC en el Campeonato de la División I de Fútbol Americano de la NCAA, en 1928. Entre sus compañeros de equipo del año 1926 se encontraba Marion Morrison, más adelante conocido como John Wayne.
Más adelante, en 1931, Hibbs jugó como profesional en la National Football League (NFL) con los Chicago Bears.

### Hollywood
Como otros varios antiguos jugadores de la USC de los años 1920 y 1930, entre ellos Wayne, Ward Bond, Cotton Warburton y Aaron Rosenberg, Hibbs entró en la industria cinematográfica, donde ocupó el puesto de ayudante de dirección entre 1937 y 1953. Ese año llegó su primera oportunidad como director, realizando la película The All American, un film sobre el fútbol americano protagonizado por Tony Curtis. A partir de entonces trabajó principalmente en el género western, siendo de ese tipo siete de sus once largometrajes. En su carrera como director tuvo la oportunidad de trabajar en varias ocasiones con Audie Murphy – en los westerns Ride Clear of Diablo, Walk the Proud Land, y Ride a Crooked Trail, así como en la adaptación al cine de la vida de Murphy, To Hell and Back, en el film de boxeo World in My Corner, y en Joe Butterfly.
En años posteriores, Hibbs se centró en la televisión, dirigiendo 43 episodios de Perry Mason, 28 de The F.B.I. y 20 de Gunsmoke, así como numerosos otros de diferentes series.

### Muerte
Jesse Hibbs falleció en 1985 en died en Ojai, California, a causa de la enfermedad de Alzheimer. Tenía 79 años de edad. Fue incluido en el Salón de la Fama Atlético de la USC en 1999.

## Filmografía

### Director
- The All American (1953)
- Ride Clear of Diablo (1954)
- Rails Into Laramie (1954)
- Black Horse Canyon (1954)
- The Yellow Mountain (1954)
- Medal of Honor (1955)
- To Hell and Back (1955)
- The Spoilers (1955)
- World in My Corner (1956)
- Walk the Proud Land (1956)
- Joe Butterfly (1957)
- Ride a Crooked Trail (1958)
- Zane Grey Theater – serie TV, un episodio (1958)
- Bat Masterson – serie TV, un episodio (1959)
- The Lineup – serie TV, un episodio (1959)
- The Alaskans – serie TV (1959)
- Wichita Town – serie TV, 2 episodios (1959-1960)
- Intriga en Hawái – serie TV, 3 episodios (1960)
- Bronco – serie TV, un episodio (1960)
- Death Valley Days – serie TV, un episodio (1960)
- Wagon Train – serie TV, 2 episodios (1958-1960)
- The Rifleman – serie TV, un episodio (1961)
- Gunslinger – serie TV, un episodio (1961)
- Gunsmoke – serie TV, 20 episodios (1958-1961)
- Outlaws – serie TV, 2 episodios (1960-1962)
- Bonanza – serie TV, un episodio (1962)
- Laramie – serie TV, 4 episodios (1963)
- Destry – serie TV, un episodio (1964)
- Rawhide – serie TV, 11 episodios (1959-1965)
- Perry Mason – serie TV, 43 episodios (1962-1966)
- Iron Horse – serie TV, 2 episodios (1966)
- El fugitivo – serie TV, un episodio (1966)
- The Wild Wild West – serie TV, un episodio (1966)
- The Rat Patrol – serie TV, un episodio (1967)
- Los invasores – serie TV, 3 episodios (1967)
- The F.B.I. – serie TV, 28 episodios (1966-1970)

### Actor
- The College Widow (1927)
- Touchdown (1931)
- The All-American (1932)
- The Sweetheart of Sigma Chi (1933)

### Guionista
- Hawaiian Eye – serie TV, un episodio (1960)